# 500-km-Rennen von Bridgehampton 1963
Das 500-km-Rennen von Bridgehampton, auch Bridgehampton Double 500 (Race One - For F.I.A. International Championship for Grand Touring Cars, Divisions II and III), Bridgehampton, wurde am 14. Oktober 1963 ausgefahren und war der 22. und letzte Wertungslauf der Sportwagen-Weltmeisterschaft dieses Jahres.

## Das Rennen
Mit dem Langstreckenrennen auf dem Bridgehampton Race Circuit ging die bisher längste Sportwagen-Weltmeisterschaftssaison zu Ende. Gemeldet waren GT-Rennwagen, deren Motoren auch mehr als 3-Liter-Hubraum aufweisen durften. Das Rennen gewann Dan Gurney mit dem Vorsprung von 1 ½ Minuten auf Ken Miles, der im Training die schnellste Zeit erzielt hatte. Beide bestritten die Veranstaltung auf einem Shelby Cobra.

## Ergebnisse

### Schlussklassement
| 1               | GT + 3.0 | 99 | John Edgar             | Dan Gurney                              | Shelby Cobra                    | 110 |
| 2               | GT + 3.0 | 98 | Vic Damone             | Ken Miles                               | Shelby Cobra                    | 110 |
| 3               | GT + 3.0 | 61 | Briggs Cunningham      | Walt Hansgen                            | Jaguar E-Type Lightweight       | 109 |
| 4               | GT + 3.0 | 62 | Briggs Cunningham      | Paul Richards                           | Jaguar E-Type Lightweight       | 107 |
| 5               | GT + 3.0 | 16 | Allan Wylie            | Allan Wylie Gerry Georgi                | Chevrolet Corvette Sting Ray    | 101 |
| 6               | GT + 3.0 | 81 | Jack Moore             | Jack Moore                              | Chevrolet Corvette Sting Ray    | 101 |
| 7               | GT 1.6   | 9  | Joe Buzzetta           | Joe Buzzetta                            | Porsche 356A Speedster          | 101 |
| 8               | GT 1.6   | 4  | Alan Andrews           | Henry Taylor                            | Ford Cortina Lotus GT           | 100 |
| 9               | GT 1.6   | 77 | Bruce Jennings         | Bruce Jennings                          | Porsche 356B Carrera            | 100 |
| 10              | GT 3.0   | 30 | Scuderia Bear          | Charlie Hayes Bob Grossman              | Ferrari 250 GTO                 | 100 |
| 11              | GT 2.0   | 14 | Chuck Cassel           | Don Sesslar Chuck Cassel                | Porsche 356B Carrera Abarth GTL | 99  |
| 12              | GT + 3.0 | 60 | Briggs Cunningham      | Briggs Cunningham                       | Jaguar E-Type                   | 97  |
| 13              | GT + 3.0 | 69 | Frank Dominianni       | Frank Dominianni                        | Chevrolet Corvette              | 97  |
| 14              | GT 1.6   | 6  | Stefan Szwarce         | Stefan Szwarce                          | Porsche 356B Carrera            | 95  |
| 15              | GT 1.3   | 3  | Tom Fleming            | Tom Fleming Otto Linton Ray Heppenstall | Abarth-Simca 1300 Bialbero      | 95  |
| 16              | GT 1.6   | 5  | Harry Theodoracopoulos | Harry Theodoracopoulos Filippo Theodoli | Alfa Romeo Giulia TI Super      | 92  |
| 17              | GT 2.0   | 18 | R. M. Imports          | Tom Outcault Robert Seaman              | TVR Grantura Mk.3               | 89  |
| 18              | GT 1.6   | 8  | Herb Wetanson          | Herb Wetanson                           | Porsche 356B Carrera Abarth GTL | 88  |
| 19              | GT 1.6   | 21 | Vic Meinhardt          | Vic Meinhardt                           | Porsche 356B Carrera            | 83  |
| 20              | GT 2.0   | 17 | R. M. Imports          | Mark Donohue Mike Rothschild            | TVR Grantura Mk.3               | 82  |
| Ausgefallen     |          |    |                        |                                         |                                 |     |
| 21              | GT 2.0   | 10 | Art Riley              | Art Riley                               | Volvo P1800                     |     |
| 22              | GT + 3.0 | 11 | Grady Davis            | Don Yenko                               | Chevrolet Corvette Sting Ray    |     |
| 23              | GT 2.0   | 12 | Ray Saidel             | Ray Saidel                              | Volvo P1800                     |     |
| 24              | GT 2.0   | 15 | Art Swanson            | Art Swanson                             | Porsche 356B Carrera 2          |     |
| 25              | GT 2.0   | 19 | R. M. Imports          | Dick Simenski                           | TVR Grantura Mk.3               |     |
| 26              | GT + 3.0 | 27 |                        |                                         | Aston Martin DB4 GT             |     |
| 27              | GT + 3.0 | 33 | Bob Johnson            | Bob Johnson                             | Shelby Cobra                    |     |
| 28              | GT + 3.0 | 41 | White-Griffith Motors  | Bob Brown                               | Shelby Cobra                    |     |
| 29              | GT 3.0   | 65 | Ed Cantrell            | Ed Cantrell Charlie Kolb                | Ferrari 250 GTO                 |     |
| 30              | GT 1.3   | 68 | Charlie Rainville      | Charlie Rainville                       | Lotus Elite                     |     |
| 31              | GT + 3.0 | 97 | Shelby American        | Bob Holbert                             | Shelby Cobra                    |     |
| Nicht gestartet |          |    |                        |                                         |                                 |     |
| 32              | GT 3.0   | 23 | Mike Gammino           | Mike Gammino                            | Ferrari 250 GTO                 | 1   |
| 33              | GT 2.0   | 53 | Al Pease               | Al Pease                                | MGB                             | 2   |

1 nicht gestartet
2 nicht gestartet

### Nur in der Meldeliste
Hier finden sich Teams, Fahrer und Fahrzeuge, die ursprünglich für das Rennen gemeldet waren, aber aus den unterschiedlichsten Gründen daran nicht teilnahmen.
| Pos. | Klasse | Nr. | Team         | Fahrer                    | Chassis            |
| ---- | ------ | --- | ------------ | ------------------------- | ------------------ |
| 34   | GT 2.0 | 22  | Stan Sherman | Stan Sherman Pete Claydon | TVR Grantura Mk.2A |

### Klassensieger
| Klasse   | Fahrer        | Fahrer        | Fahrer          | Fahrzeug                        | Platzierung im Gesamtklassement |
| -------- | ------------- | ------------- | --------------- | ------------------------------- | ------------------------------- |
| GT + 3.0 | Dan Gurney    |               |                 | Shelby Cobra                    | Gesamtsieg                      |
| GT 3.0   | Charlie Hayes | Bob Grossmann |                 | Ferrari 250 GTO                 | Rang 10                         |
| GT 2.0   | Don Sesslar   | Chuck Cassel  |                 | Porsche 356B Carrera Abarth GTL | Rang 11                         |
| GT 1.6   | Joe Buzzetta  |               |                 | Porsche 356A Speedster          | Rang 7                          |
| GT 1.3   | Tom Fleming   | Otto Linton   | Ray Heppenstall | Abarth-Simca 1300 Bialbero      | Rang 15                         |

### Renndaten
- Gemeldet: 34
- Gestartet: 31
- Gewertet: 20
- Rennklassen: 5
- Zuschauer: 6000
- Wetter am Renntag: kalt und trocken
- Streckenlänge: 4,603 km
- Fahrzeit des Siegerteams: 3:26:29,800 Stunden
- Gesamtrunden des Siegerteams: 110
- Gesamtdistanz des Siegerteams: 506,300 km
- Siegerschnitt: 147,112 km/h
- Pole Position: Ken Miles – Shelby Cobra (#98) – 1.49.200 = 151,739 km/h
- Schnellste Rennrunde: Dan Gurney – Shelby Cobra (#99) – 1:49,000 = 152,017 km/h
- Rennserie: 22. Lauf zur Sportwagen-Weltmeisterschaft 1963